# Brenania
Brenania é um género botânico pertencente à família Rubiaceae.